# Рокфорд (Вашингтон)
Рокфорд (енгл. Rockford) град је у америчкој савезној држави Вашингтон. По попису становништва из 2010. у њему је живело 470 становника.

## Демографија
Према попису становништва из 2010. у граду је живело 470 становника, што је 57 (13,8%) становника више него 2000. године.
| Група             | 2000.       | 2010.       |
| Белци             | 401 (97,1%) | 429 (91,3%) |
| Афроамериканци    | 1 (0,2%)    | 2 (0,4%)    |
| Азијати           | 0 (0,0%)    | 6 (1,3%)    |
| Хиспаноамериканци | 2 (0,5%)    | 14 (3,0%)   |
| Укупно            | 413         | 470         |